# Alik Haýdarow
 (mai 2011).
Alik Haýdarow est un footballeur turkmène né le 27 avril 1981.

## Carrière

### En sélection
Alik Haýdarow fait ses débuts en équipe nationale du Turkménistan en 2003.
Il compte 12 sélections et 0 but avec l'équipe du Turkménistan depuis 2003.